# Piaggio P.150
Le Piaggio P.150 était un avion d'entraînement italien à deux places des années 1950 conçu et construit par Piaggio pour répondre à une obligation de l'armée de l'Air italienne de remplacer le North American T-6.

## Développement
Le P.150 fut conçu et construit pour se présenter comme remplaçant du T-6 de la Force Aérienne italienne contre le Fiat G.49 et le Macchi MB.323. Le P. 150 est un cantilever monoplan en métal à aile basse avec une roulette de queue de train d'atterrissage grande piste rétractable. Le pilote et l'instructeur sont assis en tandem sous un vitrage de canopée. Il a été initialement alimenté par un moteur radial Pratt & Whitney Wasp et par après par un moteur Alvis Leonides. L'avion n'a pas été choisi et ne fut pas produit.

## Les opérateurs
Italie
- Armée de l'Air italienne exploité un seul avion pour évaluation et essai à partir de 1952 jusqu'en 1954 [1]

## Spécifications (P.150)
Données de Jane's All The World's Aircraft 1953-54 
Caractéristiques générales
- Équipage : 2
- Longueur : 9,25 m
- Envergure : 12,9 m
- Hauteur : 2,80 m
- Surface alaire : 25,20 m2
- Masse à vide : 1 940 kg
- Masse maximale au décollage : 2 540 kg
- Moteur :   un moteur radial Pratt & Whitney R-1340-S3H1 Wasp de 447 kW (600 ch)   chacun

 Performances 
- Vitesse maximale : 350 km/h
- Vitesse de croisière : 315 km/h
- Distance franchissable : 1 400 km
- Autonomie : 4 h 30
- Plafond : 7 300 m

### Aéronefs comparables
- Percival Provost